# La minaccia di Callisto
La minaccia di Callisto (The Callistan Menace) è un racconto di fantascienza di Isaac Asimov pubblicato per la prima volta nel 1940 nel numero di aprile della rivista Astonishing Stories.
Successivamente è stato incluso in varie antologie, tra cui Asimov Story (The Early Asimov) del 1972.
È stato pubblicato varie volte in italiano a partire dal 1973.

## Storia editoriale
Il racconto, intitolato Stowaway, fu scritto da Asimov nel giugno del 1938; il 18 luglio fu sottoposto al giudizio di John W. Campbell, l'allora direttore della rivista Astounding, che lo rifiutò. L'autore non si arrese e propose il racconto ad altre tre riviste, ottenendo altrettanti rifiuti. Il 17 novembre 1939 fu scelto da Frederik Pohl per essere incluso nella rivista Astonishing, da questi diretta. Il racconto fu pubblicato nel secondo numero della rivista, nell'aprile del 1940 con il titolo The Callistan Menace.

## Trama
All'astronave da ricognizione Cerere viene assegnato il compito di esplorare Callisto, la luna di Giove più esterna tra i quattro satelliti naturali del pianeta. Altre sette navi sono atterrate sulla luna nell'arco di venticinque anni, ma di loro non si è saputo più nulla. Due componenti dell'equipaggio scoprono un clandestino a bordo nascosto nel magazzino della nave, un tredicenne di nome Stanley Fields che viene adottato come mascotte, adattando per lui una vecchia tuta spaziale in gomma.
All'atterraggio su Callisto l'equipaggio della Cerere rinviene la precedente nave da ricognizione, la Phobos, ancora intatta. Un'ispezione della Phobos rivela che la nave è coperta da una specie di bava secca e vengono ritrovati i corpi dei membri dell'equipaggio. Ben presto un'orda di lumache lunghe quattro piedi, emersa da un lago vicino, si avvicina alla Phobos. Due membri dell'equipaggio della Cerere vengono colpiti da un misterioso disturbo, mentre un terzo riesce a malapena a tornare sulla nave.
Il capitano della Cerere si rende conto che le lumache usano un campo magnetico per stordire gli uomini e che tale campo viene amplificato dalle loro tute di acciaio. Stanley Fields si offre volontario per recuperare i due membri dell'equipaggio ancora svenuti, utilizzando la sua tuta di gomma. Riesce a recuperare il primo, ma durante il recupero del secondo la sua tuta subisce una perdita d'aria e a mala pena riesce a tornare all'astronave. Riesce comunque a salvare i due uomini e la Cerere lascia Callisto.

## Collegamenti con altri racconti
La minaccia di Callisto è la prima storia di Asimov a menzionare l'“Acqua di Jabra marziana”, una bevanda alcolica che poi verrà menzionata in altri racconti, tra cui Naufragio al largo di Vesta (Marooned Off Vesta).

## Edizioni
- (EN) Isaac Asimov, The Callistan Menace, in Astonishing, 1ª ed., New York, Fictioneers, Inc, aprile 1940.
- Isaac Asimov, La minaccia di Callisto, in Asimov Story n.1, Urania, n. 625, Milano, Mondadori, 1973.